# Кориере дела Сера
„Кориере дела Сера“ (на италиански: Corriere della Sera – „Вечерният пратеник“) е италиански всекидневник, собственост на група RCS. Публикуван за първи път на 5 март 1876 г., той се смята за най-популярния италиански вестник от началото на XX век. „Кориере дела Сера“ е също и един от най-старите вестници, излизащи в Италия. Вестникарската система се намира в Милано и се отпечатва във формат BROADSHEET със среден дневен тираж от 410242 копия през декември 2015 г.

## История и профил
През 2001 г. „Кориере дела Сера“ има тираж от 715 000 копия. През 2002 г. той пада до 681 000 копия. През 2003 г. тогавашният редактор Феручо де Бортоли подава оставка от поста. Журналистите и опозиционните политици твърдят, че оставката се дължи на критиката на вестника към Силвио Берлускони.
През 2004 г. „Кориере дела Сера“ стартира онлайн английска секция, посветена на италианските актуални въпроси и култура. През същата година той е най-продаваният вестник в Италия с тираж 677 542 екземпляра. Тиражът на вестника през декември 2007 г. е 662 253 копия.
Тове е един от най-посещаваните италиано-езични новинарски уебсайтове, който привлича над 1,6 милиона читатели всеки ден. Онлайн версията на хартиеното издание е тринадесетият най-посещаван сайт в страната.
Политическата ориентация на вестника е либерална. Той се противопоставя на участието на Италия във войната в Ирак и подкрепя Партията на Съюза, ръководена от Романо Проди на изборите през 2006 г.

## Сътрудници (минали и настоящи)
Италианският публицист Дино Будзати е бил журналист в „Кориере дела Сера“. Още от известните сътрудници на изданието са Еудженио Монтале, Габриеле д'Анунцио, Итало Калвино, Алберто Моравия, Пиер Паоло Пазолини, Амос Оз и Ориана Фалачи.